# Atlasceder
Atlasceder (Cedrus atlantica) är en art i cedersläktet. Växten utvecklas till ett träd som kan bli upp till 40 meter högt. Det härstammar ursprungligen från Medelhavsområdet.
Utbredningsområdet ligger i Atlasbergen i Algeriet och Marocko. Arten växer i regioner som ligger 1300 till 2600 meter över havet. I regionen förekommer en årsnederbörd mellan 500 och 2000 mm. Under vintern kan de lägsta temperaturerna ligga vid -1 till −8 °C. I skogarna där atlasceder ingår hittas andra barrträd som Juniperus oxycedrus samt lövträd som järnek (Ilex aquifolium), Quercus rotundifolia, Acer opalus och Crataegus laciniata. I Algeriet ingår även några idegranar (Taxus baccata).
Atlasceder introducerades i flera stater för det fasta träets skull. Dessutom utvinns eteriska oljor från träet och från bladen.
Sedan 1980-talet förekommer flera år med torka i regionen vad som minskade populationen. Andra hot utgörs av berberapan som river av barken från trädet samt av larver från skadeinsekter som Thaumetopoea bonjeani, Thaumetopoea pityocampa och arter av släktet Phaenops. Det ursprungliga utbredningsområdet i norra Afrika minskade mellan 1940 och 1982 uppskattningsvis med 75 procent och även efteråt blev arten mer sällsynt. IUCN listar atlasceder som starkt hotad (EN).